# ملكة جمال الدولية 2010
ملكة جمال الدولية 2010، هي نسخة مسابقة ملكة جمال الدولية الخمسين في تاريخ مسابقة ملكة جمال الدولية منذ انطلاقتها عام 1960، عقدت المسابقة في 7 نوفمبر 2010 في مقاطعة سيتشوان للألعاب الرياضية في تشنغدو، الصين، تنافست في هذه المسابقة سبعون متسابقة على اللقب، وهو أعلى نسبة مشاركة في تاريخ ملكة جمال الدولية في ذلك الوقت. وصلت المتسابقات إلى شنغهاي في 20 و 21 أكتوبر، وسافروا إلى تشنغدو في 22 أكتوبر وعادوا إلى شنغهاي بعد النهائيات. في نهاية الحدث توجت إليزابيث موسكيرا من فنزويلا من قبل ملكة جمال الدولية السابقة أنجابرييلا إسبينوزا من المكسيك.

## النتائج

### المراكز النهائية
| النتائج النهائية       | المتنافسة |
| ---------------------- | --- |
| ملكة جمال الدولية 2010 | - فنزويلا - إليزابيث موسكيرا |
| الوصيفة الأولى         | - تايلاند - بييابورن ديخينغ |
| الوصيفة الثانية        | - الصين - يوان سييي |
| أفضل 15                | - كوستاريكا - مارييلا أباريسيو - فرنسا - فلوريما تريبر - ألمانيا - يوهانا آسيس - الهند - نيها هينغي - اليابان - إتسوكو كاناغاي - كوريا - كو هيون يونغ - بيرو - لورا سبويا - الفلبين - كريستا كلاينر - بورتوريكو - آيديليز هيدالغو - صربيا - آنا شارانوفيتش - أسبانيا - ديزيريه بانال - تركيا - ديلاي كوركماز |

## الروابط الخارجية
- موقع ملكة جمال الدولية الرسمي